# 马来吸血鬼蟹
马来吸血鬼蟹（学名：Geosesarma malayanum）是马来西亚的一种小型红色蟹类。其因与猪笼草之间存在着特殊的关系，而被称为喜猪笼草底内动物。马来吸血鬼蟹常出现于苹果猪笼草的捕虫笼内。其会享用捕虫笼内淹死的猎物。但也有报道发现其偶尔也会被困在捕虫笼内。